# Kościół św. Wawrzyńca w Teplicach nad Metují
Kościół św. Wawrzyńca w Teplicach nad Metují – kościół  w miejscowości Teplice nad Metují, położonej w Czechach, w kraju hradeckim, w Sudetach Środkowych.
Kościół parafialny pw. św. Wawrzyńca stoi na środku rynku.